# Конрад Лау
Конрад Лау (нім. Konrad Lau; 17 грудня 1875, Гафельберг — 23 серпня 1937, Берлін) — німецький військовий чиновник, генерал-штабсінтендант вермахту (1 січня 1936).

## Нагороди
- Столітня медаль (22 березня 1897)
- Медаль «За вислугу років у ландвері» (Пруссія) 2-го класу (1907)
- Залізний хрест 2-го і 1-го класу
- Почесний хрест ветерана війни з мечами (1934)
- Медаль «За вислугу років у Вермахті» 4-го, 3-го, 2-го і 1-го класу (25 років; 2 жовтня 1936) — отримав 4 нагороди одночасно.